# Raie à 21 centimètres
 (septembre 2024).

Représentation du phénomène physique.

En astronomie, l'expression raie à 21 cm désigne la raie spectrale en émission de longueur d'onde égale à 21 cm dans le vide, et donc détectée dans le domaine des ondes radio. Le rayonnement électromagnétique à cette longueur d'onde est produit par de grands nuages d’hydrogène atomique (neutres). Le processus physique sous-jacent est la transition atomique entre les deux sous-niveaux de la structure hyperfine du niveau fondamental de l’atome d'hydrogène.
Cette longueur d'onde et la fréquence correspondante sont considérées comme scientifiquement remarquables, et donc comme un point de Schelling dans le cadre des tentatives de communication avec des extraterrestres intelligents inconnus (SETI…).

## Explication

### Orbitales de l'hydrogène atomique
L'atome d’hydrogène est l'atome le plus simple de l’univers : son noyau est constitué d’un seul proton de charge électrique positive autour duquel se déplace un seul électron de charge négative. La mécanique quantique montre qu'il existe des endroits précis où peut se trouver cet électron autour du noyau, appelés orbitales. Identiques pour tous les atomes d’hydrogène, les orbitales correspondent à des niveaux d’énergie. Le niveau d’énergie le plus faible (et donc le plus stable) correspond à l’orbitale la plus proche du noyau : c’est le niveau fondamental. L’électron s'y trouve lorsqu'aucun agent extérieur ne vient l’exciter.

### Les deux états «hyperfins»

Les deux états (de spin) de l'électron par rapport à celui du proton, dans l'hydrogène atomique.

En plus de se déplacer autour du noyau, l'électron effectue un autre mouvement appelé « spin » (le spin est un moment cinétique propre, quantique, sans équivalent classique). Le spin est une propriété commune à toutes les particules qui peut avoir, pour l'électron, deux valeurs opposées. Le proton a son propre spin et l'électron peut avoir un spin de même « sens » que celui-ci ou dans le sens contraire. Il se trouve que lorsque l’électron et le proton ont des spins parallèles, l’énergie de l’électron est très légèrement supérieure à l’autre cas de figure où les spins sont dits « anti-parallèles ». La structure des niveaux atomiques liée aux possibles valeurs que peut prendre le spin, plutôt qu'aux niveaux d'énergie eux-mêmes est appelée structure « hyperfine ».

### Transition hyperfine de l'hydrogène atomique
Quand l’électron passe du sous-niveau le plus haut sur le sous-niveau plus bas (c'est-à-dire qu'il change d'un spin parallèle à un spin anti-parallèle), il restitue l’énergie égale à la différence entre les deux sous-niveaux sous forme d'onde électromagnétique (de même nature que la lumière infrarouge). La différence d’énergie entre ces deux sous-niveaux étant très faible, de l’ordre de 10−6 électron-volt, la radiation se situe dans les micro-ondes à 21 cm de longueur d’onde. Cela correspond à une fréquence de 1 420,4 MHz.
Cette transition atomique entre ces deux sous-niveaux a une très faible probabilité de se produire : un atome d’hydrogène où l'électron est dans le niveau supérieur a une demi-vie (une probabilité d'une sur deux) de plusieurs millions d’années à tomber spontanément au niveau inférieur. Malgré cela, le nombre d'atomes d'hydrogène dans l'univers, et en particulier dans le milieu interstellaire est tel que cette transition est souvent observée, et que la raie a une forte intensité (correspondant à la somme de toutes les transitions dans un laps de temps donné), là où l'hydrogène atomique est présent.
De plus, les collisions entre atomes d'hydrogène favorisent cette transition. De la même manière, la probabilité de collision est extrêmement faible[réf. souhaitée], mais le nombre d'atomes présents dans l'espace est suffisamment grand pour qu'au total, le nombre de transitions soit non négligeable.

### Cas de l'hydrogène moléculaire
Dans le cas où l'hydrogène est sous sa forme moléculaire, notée H2, où deux atomes d'hydrogène sont liés par leurs nuages électroniques (ils se prêtent mutuellement leur électron), les deux sous-niveaux sont remplis en permanence. Dans ce cas, aucune transition atomique n’est possible car le principe d'exclusion de Pauli interdit à deux électrons de se trouver sur le même sous-niveau.

## Un étalon universel de temps et de longueur

Représentation symbolique du phénomène.

Ce phénomène physique est employé dans le domaine SETI pour définir un étalon de mesure, correspondant à la fréquence ou à la longueur d'onde des photons émis lors de la transition de spin de l'électron (1 420,4 MHz et 21,11 cm).
La simplicité du phénomène et des atomes impliqués rend possible une représentation graphique simple et symbolique, utilisée sur les sondes spatiales Voyager et Pioneer. La NASA le représente sous la forme d'une sorte de « haltère » dont chaque extrémité représente un état de l'atome d'hydrogène. Les spins des protons et électrons sont représentés par une sorte de « i » dont le point représente le sens du spin. Un symbole, sous le trait reliant les deux états, représente l'unité de longueur.